# Cantone di Serris
Il Cantone di Serris è una divisione amministrativa degli arrondissement di Meaux, Provins e Torcy.
È stato istituito a seguito della riforma dei cantoni del 2014, che è entrata in vigore con le elezioni dipartimentali del 2015.

## Composizione
Comprende i comuni di:
- Bailly-Romainvilliers
- Bouleurs
- Boutigny
- Chessy
- Condé-Sainte-Libiaire
- Couilly-Pont-aux-Dames
- Coulommes
- Coupvray
- Coutevroult
- Crécy-la-Chapelle
- Esbly
- La Haute-Maison
- Magny-le-Hongre
- Montry
- Quincy-Voisins
- Saint-Fiacre
- Saint-Germain-sur-Morin
- Sancy
- Serris
- Tigeaux
- Vaucourtois
- Villemareuil
- Villiers-sur-Morin
- Voulangis